# Czarna Góra (województwo warmińsko-mazurskie)
Czarna Góra (niem. Juden, 1936−1945 Buchental) – osada w Polsce położona w województwie warmińsko-mazurskim, w powiecie elbląskim, w gminie Pasłęk. Miejscowość wchodzi w skład sołectwa Rydzówka.
W latach 1975–1998 miejscowość administracyjnie należała do województwa elbląskiego.